# Szewnica
Szewnica – wieś w Polsce położona w województwie mazowieckim, w powiecie wołomińskim, w gminie Jadów. Ma status sołectwa.
| SIMC    | Nazwa   | Rodzaj    |
| ------- | ------- | --------- |
| 0673377 | Olszyny | część wsi |

Prywatna wieś szlachecka położona była w drugiej połowie XVI wieku w powiecie kamienieckim ziemi nurskiej województwa mazowieckiego. 
Przed rozbiorami właścicielem wsi był szlachcic pochodzenia angielskiego, mieścił się w niej dwór. Przejściowo właścicielem dworu był niejaki Biedrzycki, trumniarz z Jadowa. W ręce Zamoyskich Szewnica przeszła po III rozbiorze Polski. W XIX wieku, po wybudowaniu linii kolejowej Zdzisław Zamoyski wybudował we wsi gorzelnię, w tym czasie przeniósł też zabudowania dworskie na południową stronę torów. W 1906 r. w miejscowości powstał przystanek kolejowy, a około 1920 szkoła. W okresie międzywojennym we wsi znajdowały się cztery sklepy - trzy spożywcze i masarski. W tym też czasie zaczęli napływać do Szewnicy letnicy korzystający ze zdrowego powietrza lasów sosnowych, co przynosiło zyski finansowe ubogim, pozbawionym dużych gospodarstw mieszkańcom.
W latach 1975–1998 miejscowość administracyjnie należała do województwa siedleckiego. 
Szewnica jest siedzibą parafii Przemienienia Pańskiego. We wsi znajduje się również przystanek kolejowy.

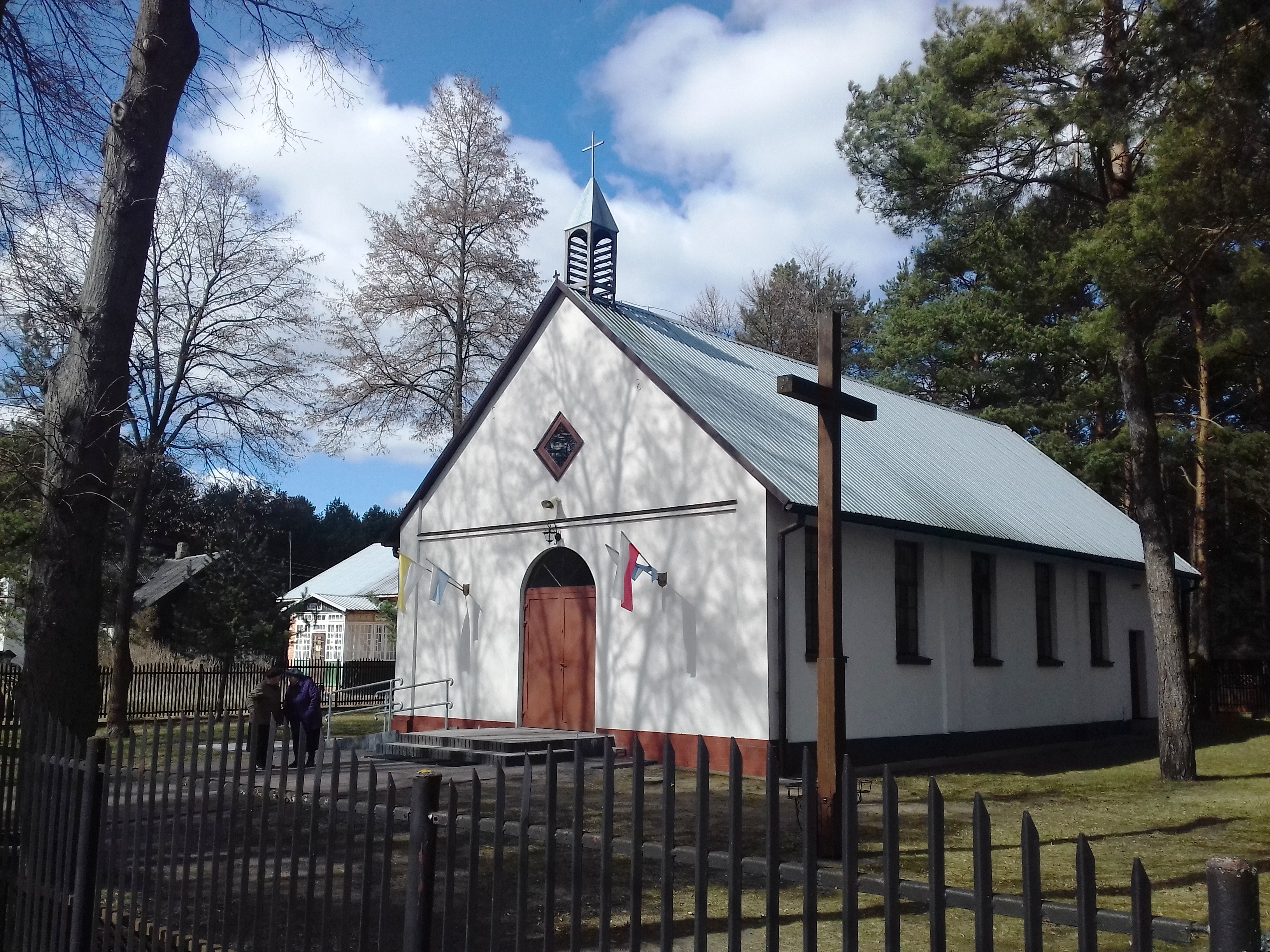
Kościół Przemienienia Pańskiego